# Cabuya (Panamá Oeste)
Cabuya es un corregimiento del distrito de Chame en la provincia de Panamá Oeste, República de Panamá. La localidad tiene 1.666 habitantes (2010).